# Duque de Crillon
Luis Berton de Balbe de Quiers (Aviñón, 22 de febrero de 1717-Madrid, 9 de abril de 1796), II duque de Crillon y I duque de Mahón, fue un militar francés. 

## Biografía

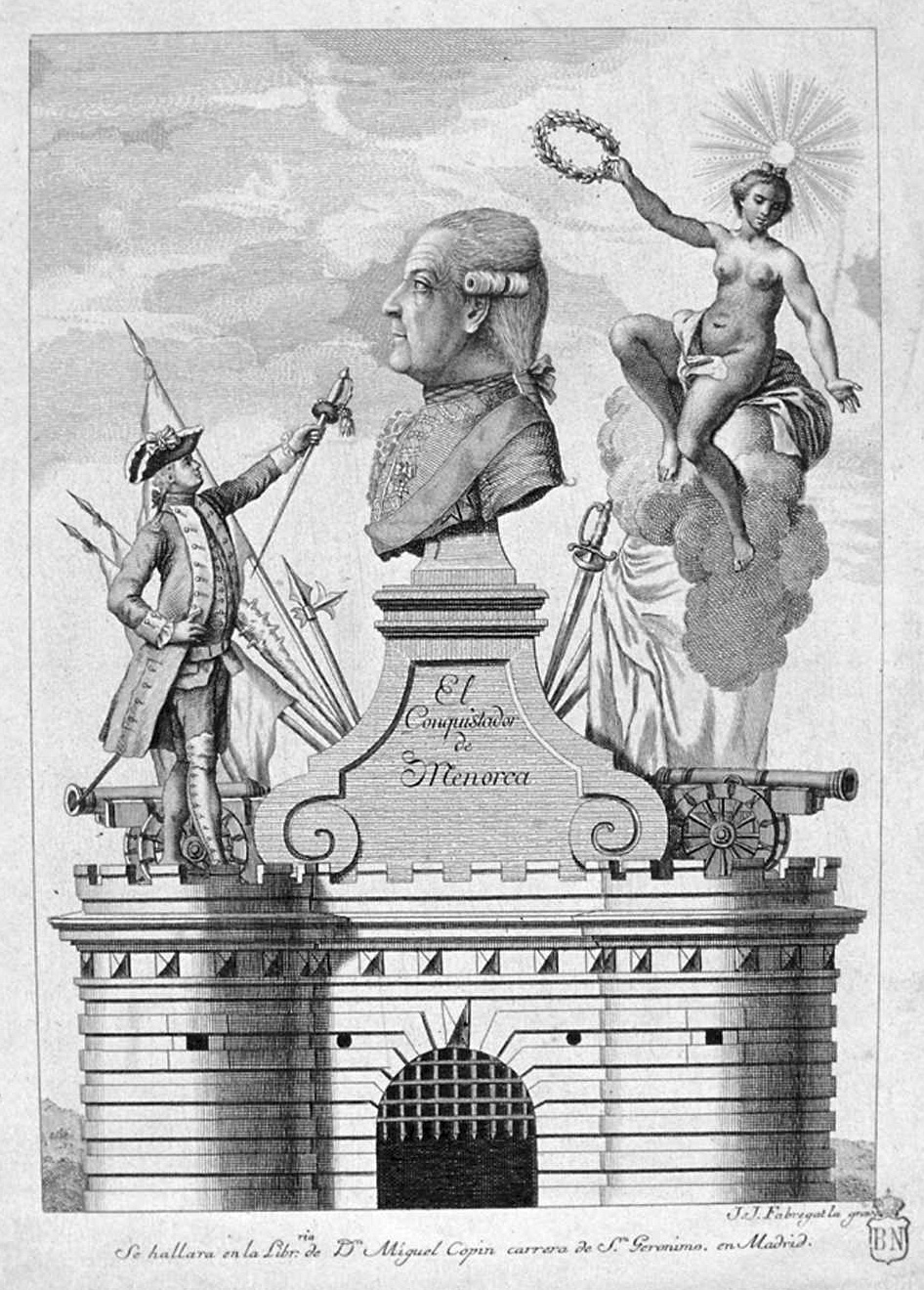
Grabado de José Joaquín Fabregat (1782) conmemorando la victoria de Crillon en Menorca.

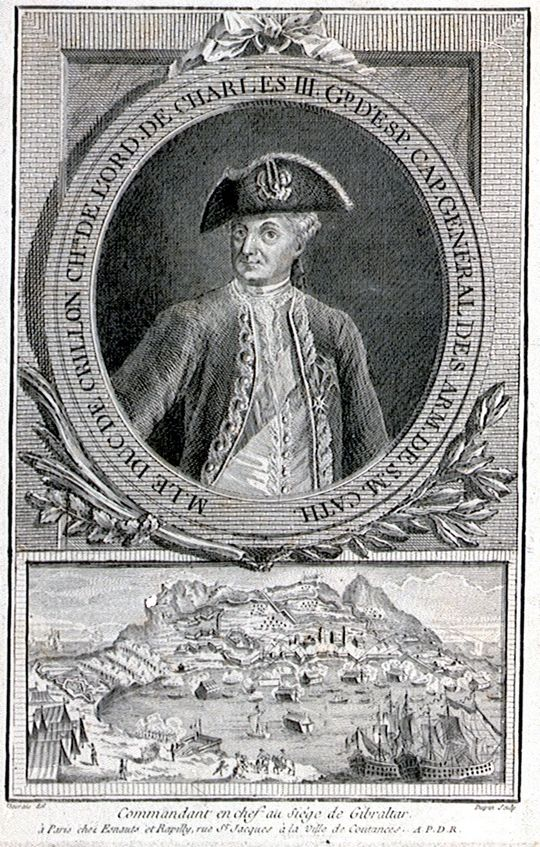
Retrato del Duque de Crillon, con una representación del ataque a Gibraltar.

En 1731, con 13 años, se alistó como cadete del Regimiento Gris de Mosqueteros del Regimiento de Infantería del Rey. Dos años después ya era teniente del mismo.
Luchó en la campaña del mariscal Villars en Italia, en la Guerra de Sucesión de Polonia entre 1734 y 1738, en la Guerra de Sucesión de Austria entre 1740 y 1748, recibiendo el grado de coronel en 1742, y en la Guerra de los Siete Años entre 1756 y 1762. Luchó en las batallas de Rocoux, Fontenoy, Rosback, Lutzelberg y sitios de Ostende, de Friburgo, de Nieuwpoort, de Mons y de Namur. Fue nombrado gobernador de la Picardía, del Artois y del Boulonnais.
El 1762, durante la Guerra de los Siete Años, participó en la campaña contra Portugal con el cuerpo expedicionario francés y poco después se alistó en el ejército de los Borbones españoles. Fue acompañante del emperador de Austria, José II, en su visita a España. En 1765 fue destituido como comandante del Campo de Gibraltar por proponer invadir Gibraltar sin declaración previa de guerra. En 1770 se casó, en terceras nupcias, con una española procedente del Virreinato del Perú, Josefa Anastasia Espinosa de los Monteros, de quien tuvo dos hijos: Louis-Antoine y Virginia.
Al servicio del rey Carlos III, en 1776 se le otorgaron tierras en Puerto Rico. En 1780 recibió la Gran Cruz de la Orden de Carlos III. Como teniente general, dirigió a los 12 000 hombres de la expedición franco-española que el 19 de agosto de 1781 desembarcó en Menorca, a los que hacen frente los ingleses del general James Murray. Los británicos se refugiaron en el fuerte de San Felipe, comenzando un largo asedio, que concluyó exitosamente el 5 de febrero de 1782. Por este hecho recibió del monarca el título de duque de Mahón.
El fracaso inicial hizo que la opinión pública española se volviera adversa y comenzaron unas duras críticas. Desde ese momento el conde de Floridablanca, Ministro de Estado, y verdadero artífice de la expedición tuvo que reaccionar inmediatamente, tanto para acallar las protestas generalizadas como para llevar a buen término la conquista de la isla. Floridablanca desarrolló una activa propaganda en los medios de comunicación muy normal en el despotismo ilustrado de la época de tener en cuenta la opinión pública.
En 1782 dirigió el fracasado sitio de Gibraltar. Recibió el título de grande de España. Desde 1785 hasta su muerte, en 1796, fue capitán general de Valencia y Murcia.